# Ribeirão Serra Azul
O ribeirão Serra Azul é um curso de água do estado de Minas Gerais, no Brasil. Tem sua nascente localizada na Serra Azul, no município de Itaúna. O ribeirão é o principal formador do reservatório de Serra Azul, que abastece a Região Metropolitana de Belo Horizonte. É afluente da margem esquerda do rio Paraopeba e subafluente do rio São Francisco.
O ribeirão nasce a uma cota altimétrica de aproximadamente 1.200 metros, em relação ao nível do mar, e percorre aproximadamente 44 quilômetros até a foz, a uma altitude de 710 metros. Segundo estudos de vazão da Universidade Federal de Viçosa e do Instituto Mineiro de Gestão das Águas, o córrego deságua no rio Paraopeba a uma vazão média calculada de 8,315 metros cúbicos por segundo.

## Nascente
A principal nascente do ribeirão Serra Azul localiza-se na serra Azul, próximo à comunidade rural de Freitas, em Itaúna, onde é conhecido pelo nome ribeirão dos Freitas. Após a confluência com o córrego da Matinha, ou Mato Frio, ainda em Itaúna, passa a receber o nome de ribeirão Serra Azul.

## Represa de Serra Azul

### Represa
O ribeirão Serra Azul é barrado no município de Juatuba para represamento da água. O empreendimento, denominado Sistema Serra Azul, pertence à Companhia de Saneamento de Minas Gerais (COPASA). A represa é a terceira maior do  Sistema  Integrado  do  Paraopeba. Nesse sistema  as  populações  são  atendidas  conjuntamente  pelos  sistemas  de  abastecimento  do  rio Manso, Serra Azul e Vargem das Flores.
A represa é formada pelos cursos de água do ribeirão Serra Azul, córrego do Brejo, córrego Sobradinho, ribeirão do Diogo, córrego Curralinho, córrego Potreiro e córrego da Estiva. e inunda uma área nos municípios de Igarapé, Mateus Leme e Juatuba. A água é captada numa vazão de 2.940  litros por segundo para fornecimento à população da Região Metropolitana de Belo Horizonte.

### APE Manancial Serra Azul
Para proteger o manancial da represa Serra Azul e garantir o represamento de água com qualidade, o Governo Mineiro criou, pelo decreto 20.792 de 08/07/80, a Área de Proteção Especial (APE) Manancial Serra Azul. A APE é classificada como Unidade de Conservação de Uso Sustentável e protege uma área de 26.058 hectares a montante do ponto de barramento do Ribeirão Serra Azul, que compreende porções dos territórios dos municípios de Igarapé, Itaúna, Juatuba e Mateus Leme, conforme quadro abaixo.
| Município   | Área do Município / ha | Área da UC dentro do Muncípio / ha | Percentagem da UC em relação ao Município | Percentagem da UC dentro do Município |
| ----------- | ---------------------- | ---------------------------------- | ----------------------------------------- | ------------------------------------- |
| Igarapé     | 11.008                 | 7.000                              | 63,59%                                    | 26,86%                                |
| Itaúna      | 49.575                 | 3.184                              | 6,42%                                     | 12,22%                                |
| Juatuba     | 9.714                  | 457                                | 4,70%                                     | 1,76%                                 |
| Mateus Leme | 30.313                 | 15.417                             | 50,86%                                    | 59,16%                                |

A vegetação do manancial é característica do Cerrado, com variações da Mata de Galeria, Cerradão, Campo Sujo, Campo Limpo e mata estacional semidecidual. Presença de espécies da flora típica do cerrado, tais como: Aroeira, angico-branco, jacarandá, ipê-amarelo, cedro, vinhático-do-cerrado e barbatimão.